# 服务数据单元
在电信领域，术语服务数据单元（SDU），又称业务数据单元，是指定层的用户服务的数据集，传送到接收方的时候同一协议层时数据没有发生变化。
服务数据单元是从高层协议来的信息单元传送到低层协议。第N层服务数据单元SDU，和上一层的协议数据单元（PDU）是一一对应的。根据协议数据单元的数据的不同，送到接收端的指定层。
PDU(N) = SDU(N - 1)
SDU(N) = PDU(N + 1)